# داود باشا (متصرف لبنان)
قرەبت آرتين باشا داوديان (بالأرمنية: Կարապետ Արթին փաշա Տավուտեան) ويُعرف اختصارًا بـ«داود باشا»، (1816-1873) سياسي ودبلوماسي عثماني أرمني. كان أول من تولَّى حكم متصرفية جبل لبنان بين سنتيّ 1861 و1868. شغل داود باشا أيضًا مناصب دبلوماسية عالية في برلين وفيينا وعيّن وزيرًا في الحكومة العثمانية قبل وفاته سنة 1873.

## بدايته
ولد قرەبت آرتين داوديان في عائلةٍ نافذة عام 1816. كان متعلمًا عالي الثقافة يجيد لُغاتٍ عدَّة. تتلمذ على يد أهم المدرّسين وأكمل علومه العالية في برلين. بعد تخرجه عاد إلى إستانبول ليخدم في وزارة الشؤون الخارجية العثمانية لغاية أربعينات القرن التاسع عشر.
في منتصف أربعينات القرن المذكور عين أمينًا ومُترجمًا في السفارة العثمانية في برلين. ومن ثم عمل قنصلًا في سفارة السلطنة العثمانية في فيينا. وكان داود باشا يتمتع باحترام الجهات الدبلوماسية في مختلف الدول الأوروبية، فقد قدَّم له المُستشار الألماني جائزة تقديريَّة لضلوعه بدراسة القوانين القديمة للشعوب الجرمانية، ولإصداره دراسة واسعة عنها، كما انتخب عضوًا لأكاديمية برلين للعلوم أثناء خدمته في برلين وفيينا. ولدى عودته إلى إستانبول، شغل مناصب هامة في وزارتيّ الداخلية والمالية، كما شغل منصب مدير البريد والبرق في إستانبول عندما صدر في سنة 1861 قرار من السلطنة بتعيينه متصرفًا على جبل لبنان. ومع تعيينه هذا، خُلع عليه لقبيّ «مشير» و«باشا».

## متصرف جبل لبنان (1861-1868)
مع إعلان نظام متصرفية جبل لبنان، عيّن داود باشا سنة 1861 أول متصرف على جبل لبنان لمدة ثلاث سنوات لتنتهي مدة ولايته الأساسية سنة 1864. كان داود باشا أرمنيًا كاثوليكيًا، ورحّب به كبار رجال الدين الروم الكاثوليك وكذلك رجال الدين الروم الأرثوذكس. إلا أن الموارنة لم يرحبوا به طوال فترة خدمته. فقد كان يوسف بك كرم، آخر قائممقام ماروني يطمح في تولي منصب المتصرف.
لم يكد داود باشا يتسلم منصبه في دير القمر حتى قامت في وجهه معارضة بعض الإقطاعيين ورجال الدين، فاستطاع إرضائهم بتعيينهم في مناصب كبيرة في حكومة جبل لبنان. ولكن يوسف بك كرم، أحد شيوخ شباب بلدة إهدن والزعماء الوطنيين، الذي كان يُطالب بإعادة الإمارة الشهابية، وقف في وجهه بعناد وقاومه بشدّة.
وفي سنة 1864 عندما عُدّلت بعض مواد النظام الأساسي للمتصرفية، وجُددت ولاية داود باشا خمس سنوات لغاية سنة 1869، خلافًا لما كان يتوقع يوسف بك كرم، أعلن هذا الأخير معارضته لحكومة المتصرفية وأجرى تحالفات في سبيل إسقاط حكومة المتصرفية، فتدخل القنصل الفرنسي وأقنعه بوجوب الكف عن المقاومة، وإلا اضطرت الدول الموقعة على النظام الأساسي إلى مساعدة المتصرف عليه. عندئذ رأى يوسف بك كرم أن يُغادر جبل لبنان، فسافر إلى فرنسا وبلجيكا، واستقر أخيرًا في إيطاليا حيث توفي عام 1889.

### أعمال داود باشا خلال حكمه
استلم داود باشا الحكم وعهد المتصرفية في مطلعه، فكان عليه، بالإضافة إلى تحقيق الأمن والاستقرار في البلاد، أن يُنظم أجهزة الحكم وفقًا لنص النظام الأساسي، وقد قام بهذه الأعمال بكفاءة وسرعة. فعيّن الموظفين في الدوائر المختلفة، وأجرى انتخابات مشايخ الصلح في القرى والمخاتير في المدن، وجمعهم لانتخاب أعضاء مجلس إدارة المتصرفية، وأحصى السكان ومسح الأراضي، وتولّى تحصيل إيراد البقاع لحساب الخزينة اللبنانية، كما تولّى الإشراف على إدارته. كما ألّف داود باشا قوّة وطنية من ألف جندي لبناني، وتعاقد مع ضبّاط فرنسيين لتنظيمها وتدريب أفرادها، واستحصل من الحكومة العثمانية على سفينة حربية دعاها «لبنان».
عمل في تأسيس وتحديث البنى التحتية الأساسية وخصص المبالغ الكبيرة لفتح العديد من الطرقات لتسهيل الانتقال بين مختلف المناطق والمدن. وبعض التقديرات تقول أن مجموع الطرقات قد جاوز السبعماية كيلومتر. واهتم بتنظيم القضاء والإدارة العامة والإدارة المالية وأمور الجباية والضرائب وشجع على إنماء القطاع الزراعي. وفي حقل الثقافة، أنشأ جريدة «لبنان» الرسمية، باللغتين العربية والفرنسية، وأسس المطبعة اللبنانية في دير القمر، وأقام عدّة مدارس مجانيّة كانت أشهرها مدرسة في بلدة عبيه عُرفت باسم «المدرسة الداوديّة». وفي سنة 1867، قلّده الإمبراطور الفرنسي نابليون الثالث نيشان وسام جوقة الشرف تقديرًا لأعماله.

### نهاية عهده في المتصرفية
أراد داود باشا أن يختم أعماله بتوسيع حدود المتصرفية، فيضم إليها بيروت وصيدا والبقاع ووادي التيم، ولكن الحكومة العثمانية عارضته في ذلك، فلمّا أصرّ على رأيه أوهمه الصدر الأعظم السابق فؤاد باشا أنه إذا أراد تحقيق مطلبه، فما عليه إلا أن يلوّح بتقديم استقالته من المتصرفية، وعندئذ تضطر الحكومة إلى تنفيذ ما يريد. فوقع داود باشا في الفخ الذي نصبه له فؤاد باشا وقدّم مطالبه مشفوعةً باستقالته، ولكن الحكومة العثمانية رفضت المطالب وقبلت الاستقالة فورًا، فانتهى بذلك حكم داود باشا في المتصرفية.

## مناصبه الرسميَّة بعد استقالته
بعد عودته إلى إستانبول مع قبول استقالته وتعيين الباب العالي لفرانكو نصري باشا، الحلبي الأصل، مُتصرفًا على جبل لُبنان، لمدة عشر سنوات بالاتفاق مع الدول الست، عيَّن السلطان داود باشا وزيرًا للمنشآت العامة، ومشرفًا عامًا على إدارة البريد والبرق في إستانبول.
قلّدت السلطنة العثمانية داود باشا أوسمة عدة من أهمها الشريط الأكبر للسلطنة، كما قلّده البابا وسام القديس غرغوريوس الكبير من رتبة فارس من الدرجة الأولى.